# Classificador chinês
As modernas variedades da língua chinesa fazem uso frequente do que são chamados de classificadores ou palavras de medida. Um dos usos básicos dos classificadores ocorre em expressões nominais em que um substantivo é qualificado por um numeral. Quando uma expressão como "uma pessoa" ou "três livros" é traduzida para o chinês, normalmente é necessário inserir um classificador adequado entre o numeral e o substantivo. Por exemplo, em mandarim padrão, a primeira destas expressões seria 一个人 yī ge rén, sendo que yī significa "um", rén significa "pessoa" e ge o classificador necessário. Há também outros contextos gramaticais em que são utilizados classificadores, incluindo após os demonstrativos 这 (這) zhè ("esta/este") e 那 nà ("aquilo"); no entanto, quando um substantivo fica sozinho, sem qualquer qualificação, não é necessário um classificador. Há também vários outros usos de classificadores: por exemplo, quando colocado depois de um substantivo e não antes dele, ou quando repetido, um classificador significa uma quantidade plural ou indefinida.
Os termos "classificador" e "palavra de medida" são frequentemente usados alternadamente (como equivalente ao termo chinês 量词 (量詞) liàngcí, que significa literalmente "palavra de medida"). Contudo, por vezes os dois são distinguidos, com a palavra "classificador" denotando uma partícula, sem qualquer significado particular, como no exemplo acima, e a palavra "medida" que denota uma quantidade ou medição de algo em particular, tal como "gota", "xícara cheia" ou "litro". O último tipo também inclui certas palavras que denotam durações de tempo, unidades monetárias, etc. Estes dois tipos são alternativamente chamados de "classificadores de contagem" e "classificadores de massa", uma vez que o primeiro tipo só pode ser efetivamente utilizado com substantivos contáveis, enquanto o segundo é usado principalmente com substantivos de massa. No entanto, o comportamento gramatical das palavras dos dois tipos é basicamente idêntico.
A maioria dos substantivos tem um ou mais classificadores particulares associados com eles, muitas vezes dependendo da natureza das coisas que eles denotam. Por exemplo, muitos substantivos que denotam objetos planos, como mesas, papéis, camas e bancos usam o classificador 张 (張) zhāng, ao passo que muitos objetos longos e finos usam 条 (條) tiáo. O número total de classificadores em chinês pode ser colocado em qualquer lugar, a partir de algumas dezenas a várias centenas, dependendo de como eles são contados. O classificador 个 (個), pronunciado gè ou ge em mandarim, além de ser o classificador padrão para muitos substantivos, também serve como um classificador geral, que pode muitas vezes (mas nem sempre) ser usado no lugar de outros classificadores; em linguagem informal e falada, falantes nativos tendem a usar este classificador muito mais do que qualquer outro, ainda que saibam qual o classificador "correto" quando solicitado. Classificadores de massa podem ser usados com todos os tipos de nomes com os quais eles fazem sentido: por exemplo, 盒 hé ("caixa") pode ser usado para denotar caixas de objetos, tais como lâmpadas ou livros, mesmo que esses substantivos sejam usados com os seus próprios classificadores de contagem apropriados se contados como objetos individuais. Pesquisadores possuem visões diferentes sobre a forma como surgem emparelhamentos de classificadores e substantivos: alguns consideram como sendo baseado em características semânticas inatas do substantivo (por exemplo, todos os substantivos que denotam objetos "longos" usam determinado classificador por causa de seus comprimentos inerentes), enquanto outros veem como motivados mais por analogia aos emparelhamentos prototípicos (por exemplo, "dicionário" usa o mesmo classificador que a palavra mais comum "livro"). Há alguma variação nos emparelhamentos usados, com falantes de dialetos diferentes muitas vezes usando diferentes classificadores para o mesmo item. Alguns linguistas têm proposto que o uso de expressões com classificadores pode ser guiado menos pela gramática do que por preocupações estilísticas ou pragmáticas por parte de um orador que pode estar tentando destacar informações novas ou importantes.
Muitas outras línguas da Península da Indochina exibem sistemas de classificadores semelhantes, levando a especulações sobre as origens do sistema chinês. Classificadores antigos, que usavam um substantivo repetido em vez de um classificador especial, são atestados em chinês antigo desde 1400 a.C., mas os verdadeiros classificadores não apareceram nestas expressões até muito tempo depois. Originalmente, classificadores e números eram adicionados depois dos substantivos em vez de antes, e provavelmente movidos para antes dos substantivos algum tempo depois de 500 a.C.. A utilização de classificadores não se tornou uma parte obrigatória da gramática chinesa até por volta de 1100. Alguns substantivos tornaram-se associados com classificadores específicos mais cedo do que outros, sendo que os primeiros destes substantivos, provavelmente, significavam itens culturalmente valiosos, tais como cavalos e poemas. Muitas palavras que são classificadores atualmente eram substantivos completos; em alguns casos, seus significados têm sofrido gradualmente uma gramaticalização, de modo que agora são usados apenas como classificadores.

## Uso
Em chinês, um numeral normalmente não pode quantificar um substantivo por si só; em vez disso, a linguagem depende de classificadores, também conhecidos vulgarmente como "palavras de medida". Quando um substantivo é precedido por um número, um demonstrativo, como "isto" ou "aquilo", ou certos quantificadores, como "todos", um classificador deve, normalmente, ser inserido antes do substantivo. Assim, enquanto os falantes de português dizem "uma pessoa" ou "esta pessoa", falantes de chinês mandarim dizem 一个 人 (yí ge rén, uma-CL pessoa) ou 这个人 (zhè ge rén, esta-CL pessoa), respectivamente. Se um substantivo é precedido por um demonstrativo e um número, o demonstrativo vem em primeiro lugar (é como em português, por exemplo, "estes três gatos"). Se um adjetivo modifica o substantivo, esse vem após o classificador e antes do substantivo. A estrutura geral de uma expressão com classificador é como se segue:
demonstrativo – número – classificador – adjetivo – substantivo